# Pterotaea leuschneri
Pterotaea leuschneri là một loài bướm đêm trong họ Geometridae.